# Granica norwesko-rosyjska

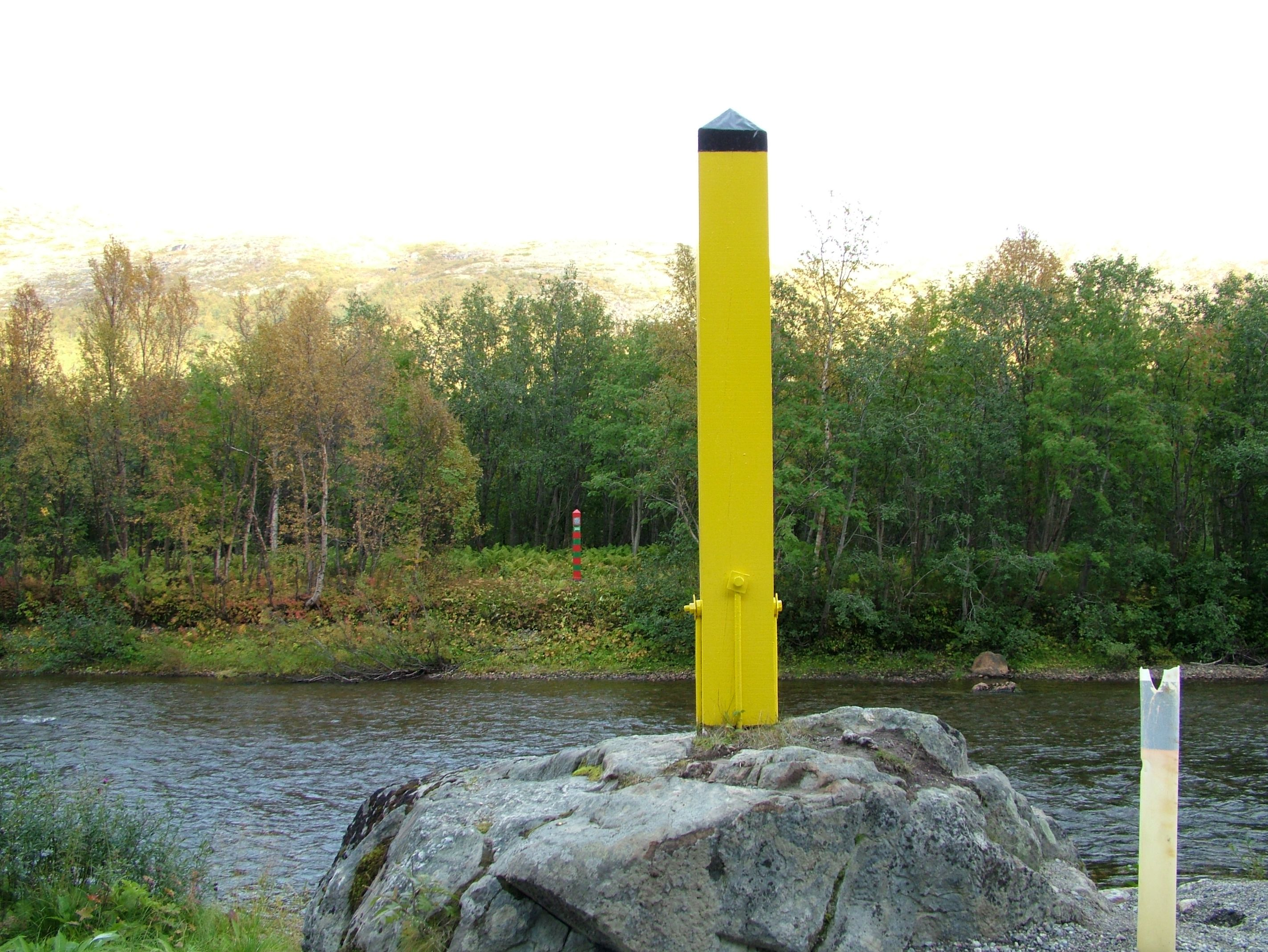
Granica na rzece Vorjema

Granica norwesko-rosyjska – granica międzypaństwowa, ciągnąca się na długości 197,7 km od wybrzeża Oceanu Arktycznego na północy do trójstyku z Finlandią na południu. Na odcinku 112 km granica biegnie korytem rzeki Paatsjoki.
Granica ta jest jednocześnie zewnętrzną granicą Strefy Schengen.
7 czerwca 2011 roku Rosja i Norwegia wymieniły się dokumentami ratyfikującymi umowę ustalającą granicę pomiędzy strefami ekonomicznymi obu państw w Arktyce. Przy brzegu będzie ona przedłużeniem granicy lądowej, a potem przetnie Morze Barentsa i przejdzie pomiędzy norweskim Svalbard a rosyjską Ziemią Franciszka Józefa.